# Francisco Ynduráin Hernández
Francisco Ynduráin Hernández (* 25. Juni 1910 in Aoiz, Navarra; † 25. Oktober 1994 in Madrid) war ein spanischer Romanist, Hispanist und Amerikanist.

## Leben und Werk
Ynduráin war an der Universität Salamanca Schüler von Miguel de Unamuno und promovierte 1940 in Madrid. Er lehrte von 1942 bis 1972 an der Universität Saragossa (wo er auch Prorektor war), anschließend an der Universität Complutense Madrid.

Ynduráin publizierte zahlreiche Studien über die spanische Literatur, daneben auch Werke über französische und amerikanische Autoren.

Ynduráin war ab 1966 korrespondierendes Mitglied der Real Academia Española. Seit 1987 trägt ein Literaturpreis für junge Autoren seinen Namen. 1994 erhielt er den Premio Príncipe de Viana de la Cultura. Die Gemeinde Aoiz machte ihn zu ihrem Ehrenbürger und benannte nach ihm eine Straße.

Francisco Ynduráin Hernández war der Vater des Physikers Francisco José Ynduráin und des Romanisten Domingo Ynduráin Muñoz (1943–2003).